# Мереджи (река)
Мереджи (чечен. Мержа) — река в России, протекает по Чечне. Правый приток реки Фортанга. Длина реки составляет 13 км. Бассейн — 108 км².
Течёт с востока на запад по территории Ачхой-Мартановского района. Устье реки находится в 56 км по правому берегу реки Фортанга.
Система водного объекта: Фортанга → Асса → Сунжа → Терек → Каспийское море.

## Данные водного реестра
По данным государственного водного реестра России относится к Западно-Каспийскому бассейновому округу, водохозяйственный участок реки — Сунжа от истока до города Грозный. Речной бассейн реки — Реки бассейна Каспийского моря междуречья Терека и Волги.

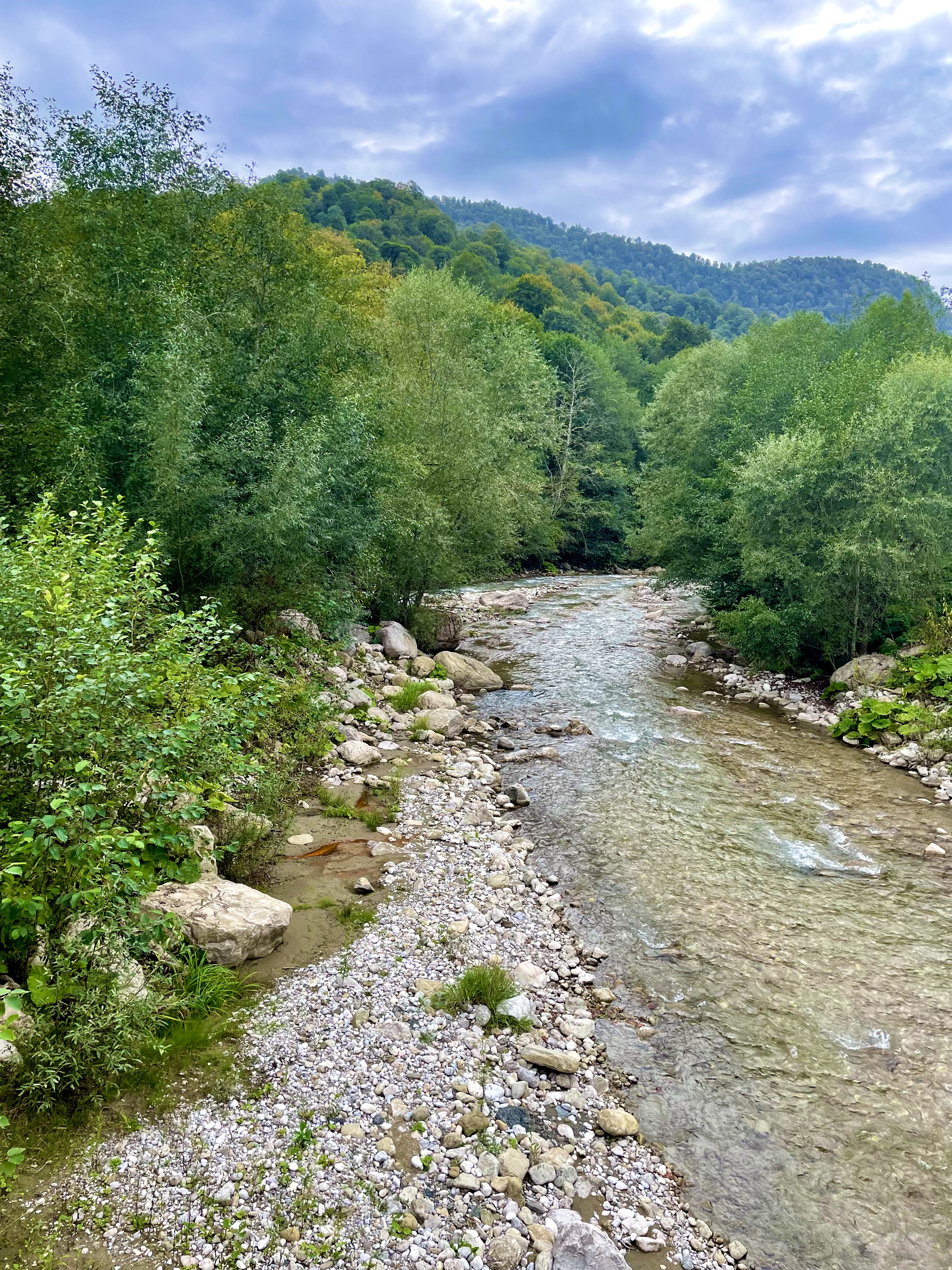
Река Мереджи близ впадения в р. Мартан

Код объекта в государственном водном реестре — 07020001112108200005543.